# Regeringsformatie België 1971-1972
Na de verkiezingen voor het federaal parlement in België op 7 november 1971 ging de formatie van een nieuwe federale regering van start. De formatie duurde 75 dagen en leidde tot de vorming van de regering-G. Eyskens V.

## Verloop van de formatie

### Aanloop naar de formatie
Bij de verkiezingen van 7 november 1971 bleven de christendemocratische partijen CVP en PSC de grootste politieke familie, maar gingen de partijen licht achteruit. De socialistische partij BSP-PSB boekte lichte winst, terwijl de liberale partij PVV-PLP veel stemmen verloor. De Vlaams-nationalistische partij Volksunie ging er een beetje op vooruit, terwijl de Franstalige communautaire partijen RW en FDF de grootste winst boekten.
Op maandag 8 november ging premier Gaston Eyskens (CVP) het ontslag van de regering-G. Eyskens IV (CVP, PSC en BSP-PSB) aanbieden bij koning Boudewijn, die de regering daarop met de uitvoering van de lopende zaken belastte. De dag daarna begon de koning aan zijn raadplegingen met het oog op de regeringsvorming. Op 9 november ontving hij de voorzitters van Kamer en Senaat, respectievelijk Achiel Van Acker en Paul Struye, en partijvoorzitters Robert Houben, nationaal voorzitter van CVP-PSC, Jos Van Eynde (BSP), Edmond Leburton (PSB), Pierre Descamps, nationaal voorzitter van PVV-PLP, en Frans Van der Elst (Volksunie). De dag daarna kwamen Jean Duvieusart, algemeen voorzitter van FDF-RW, Marc Drumaux, voorzitter van de communistische KPB-PCB, minister van Staat Omer Vanaudenhove (PVV), CVP-voorzitter Robert Vandekerckhove, vicepremier André Cools (PSB), FDF-senator André Lagasse, PVV-voorzitter Willy De Clercq en minister van Staat Paul Vanden Boeynants (PSC) op audiëntie. Op 11 november was het dan de beurt aan PSC-voorzitter Léon Servais, PLP-voorzitter Emile-Edgard Jeunehomme, minister van Staat Theo Lefèvre en PSB-Kamerlid Henri Simonet. De dag daarna voerde de koning consultaties met PSB-senator Marc-Antoine Pierson, ministers Jos De Saeger (CVP) en Pierre Harmel (PSC), PLP-senator Norbert Hougardy en ontslagnemend premier Gaston Eyskens (CVP).

### Informateur Gaston Eyskens (13 november - 22 november 1971)

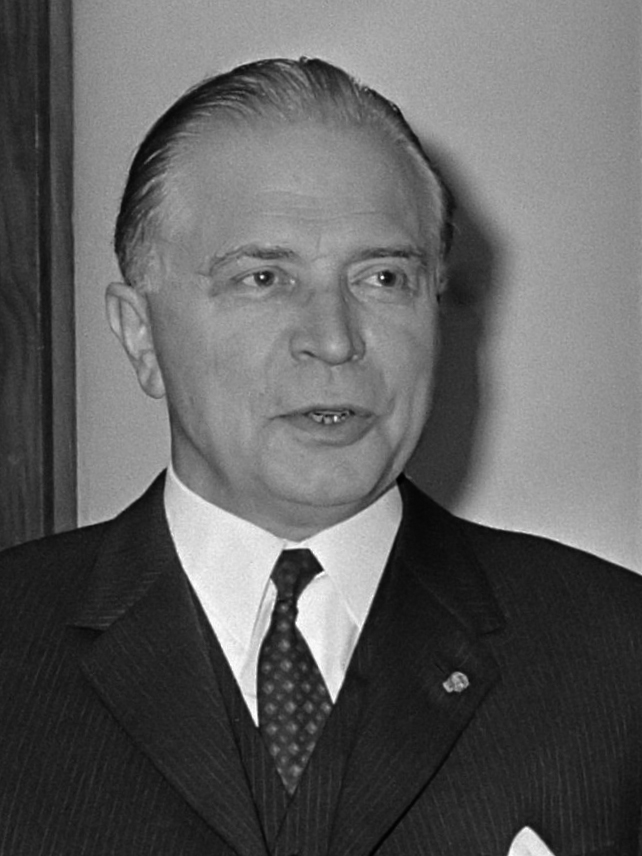
Gaston Eyskens.

Op 13 november 1971 stelde koning Boudewijn Gaston Eyskens aan tot informateur. Vanaf 16 november begon Eyskens, die discreet te werk ging, consultaties om het pad te effenen voor een nieuwe regering. Hij ontving de voorzitters van Kamer en Senaat, de partijvoorzitters en vertegenwoordigers van vakbonden en werkgeversorganisaties om de financieel-economische toestand van het land en de vorming van de Vlaamse, Waalse en Brusselse Gewesten te bespreken.
Op 22 november bracht Eyskens verslag uit bij de koning, die hem van zijn opdracht als informateur onthief en hem de opdracht van formateur wilde aanbieden. De ontslagnemende premier vroeg echter bedenktijd, omdat hij nog niet zeker was of de socialisten wilden deelnemen aan een hernieuwde coalitie met de christendemocraten. Deze optie werd als de meest voor de hand liggende beschouwd, omdat een rooms-blauwe regering van christendemocraten en liberalen niet over een meerderheid beschikte en er weinig enthousiasme bestond voor een drieledige regering van liberalen, christendemocraten en socialisten. Voor Eyskens een definitieve beslissing nam, voerde hij besprekingen met politici van CVP, PSC en BSP-PSB om de onderhandelingen voor te bereiden. Na deze besprekingen aanvaardde Gaston Eyskens op 24 november de opdracht om een regering te vormen.

### Formateur Gaston Eyskens (24 november - 22 december 1971)
Het was Eyskens' doel om een hernieuwde rooms-rode coalitie te vormen. Eerst zou het programma van de regering worden uitgewerkt, waarna de structuur van de regering en de keuze van de ministers en staatssecretarissen aan bod zou komen. Op 25 november kwamen de onderhandelaars van de socialistische en christendemocratische partijen voor het eerst samen. De onderhandelingen werden aangevat met de discussies over de financieel-budgettaire problemen en maatregelen om de stagnerende economie te doen heropleven. Omdat het complexe onderhandelingen betrof, werd beslist om vanaf 30 november drie werkgroepen te installeren: de ene moest de financieel-budgettaire problemen bestuderen, de andere twee moesten respectievelijk het gezondheidsbeleid en het sociaal beleid uitwerken. Een dag eerder begonnen de hoofdonderhandelaars met de besprekingen over de oprichting van de drie gewesten, waarbij vooral de begrenzing van het Brusselse Gewest en de vraag welke bevoegdheden overgedragen zouden worden aan de nog op te richten gewestraden de meest heikele kwesties waren. Op 3 en 4 december 1971 bespraken de onderhandelaars de thema's defensie en onderwijs, waarvoor eveneens werkgroepen werden samengeroepen om het beleid van de nieuwe regering omtrent deze domeinen nader te preciseren. Vanaf 4 december werd tevens het statuut van de Voergemeenten aangesneden, een thema waarover vooral de Vlaamse en Waalse christendemocraten stevig van mening verschilden.
Op 7 december werd in grote lijnen een akkoord bereikt over de aanpak van de financieel-budgettaire problemen. Een dag later werd een overeenkomst bereikt over het defensiebeleid en op 10 december volgde een princiepsakkoord over het sociaal beleid, op de problemen rond de ziekteverzekering na. Op 14 december raakten de onderhandelaars het grotendeels eens over het economisch beleid.
Op 16 december legde formateur Eyskens aan de CVP, de PSC en de BSP-PSB een globaal voorstel over de communautaire thema's voor. In dit voorstel werd vermeld welke bevoegdheden de drie gewesten zouden krijgen, hoe de financiering van die gewesten eruit zou zien en welk statuut de Voergemeenten kregen. De beslissing over de begrenzing van het Brussels Gewest werd uitgesteld, maar Brussel diende wel strikter de taalwetgeving toe te passen. De dag daarna bogen de onderhandelende partijen zich over dit communautair voorstel, waarbij PSC en BSP-PSB vooral bezwaren hadden over de uitgewerkte regeling voor de Voergemeenten. Vanaf 17 december werd onderhandeld over de knelpunten waarover nog geen akkoord was bereikt.
Op 18 december raakten de onderhandelingen geblokkeerd tijdens de bespreking van de knelpunten rond het onderwijs en de culturele autonomie. Over deze thema's slaagden de christendemocraten en socialisten er niet in om een compromis te bereiken, waarna de onderhandelaars van de CVP de onderhandelingstafel verlieten. Niettemin werd Eyskens' opdracht als formateur op 20 december verlengd. Hij startte consultaties op met de partijvoorzitters om te kijken of en hoe de onderhandelingen kon worden voortgezet. Daarna deed Eyskens op 21 december een nieuwe poging om een overeenkomst te vinden over de knelpunten, maar het liep opnieuw vast op de culturele autonomie. Daarop diende Gaston Eyskens op 22 december zijn ontslag in als formateur.

### Informateur Edmond Leburton (23 december 1971 - 4 januari 1972)
Na het ontslag van Eyskens riep koning Boudewijn PSB-voorzitter Edmond Leburton bij zich en bood hem de opdracht van informateur aan. Na 24 uur bedenktijd te hebben gevraagd, aanvaardde Leburton op 23 december deze opdracht. Het was Leburtons bedoeling om op basis van de al gevoerde onderhandelingen een regeerprogramma te schetsen waarover de christendemocraten en socialisten zich akkoord konden verklaren, waarvoor hij zichzelf veertien dagen tijd gaf. Hiertoe zou hij vertegenwoordigers van de politieke partijen, sociale, economische en monetaire organisaties en het onderwijsveld ontvangen. Ook ontving hij vertegenwoordigers van oppositiepartijen PVV-PLP, FDF, RW, Volksunie en KPB-PCB om uit te zoeken onder welke voorwaarden ze een tweederdemeerderheid wilden leveren als de grondwet zou worden herzien, waarover een rooms-rode coalitie niet beschikte. De liberale partijen weigerden de rooms-rode partijen aan een tweederdemeerderheid te helpen.
Op 4 januari 1972 diende informateur Leburton zijn eindverslag in bij de koning. Hij stelde dat er voldoende elementen van overeenkomsten waren om een oplossing te vinden voor de struikelblokken aan de onderhandelingstafel, het onderwijs, de culturele autonomie en het statuut van de Voergemeenten, en dat een nieuwe fase in de onderhandelingen, onder leiding van een formateur, kon worden aangevat.

### Formateur Gaston Eyskens (5 januari - 21 januari 1972)
Een dag later werd ontslagnemend premier Gaston Eyskens opnieuw aangesteld tot formateur. Op 6 januari werden de onderhandelingen over de onderwijskwestie en de culturele autonomie, waarover de grootste onenigheid bestond, aangevat. Op 11 januari werd een ontwerpakkoord gesloten over de financieel-economische vraagstukken. Na moeizame onderhandelingen, die stroef verliepen door het wantrouwen tussen de christendemocratische en socialistische partijen, kon in de ochtend van 14 januari een vergelijk worden bereikt over het onderwijs en de culturele autonomie. Dezelfde dag werden de laatste knelpunten waarover nog geen akkoord was bereikt, behandeld. Op 17 januari werd er een definitief regeerakkoord afgesloten, waarna de onderhandelingen over de structuur van de regering werden aangevat. Twee dagen later stemden de partijraden van CVP, PSC en BSP-PSB in met regeringsdeelname.
Op 20 januari werd overeengekomen dat de regering-G. Eyskens V 19 ministers en 10 staatssecretarissen zou tellen. De dag daarna legden de ministers en staatssecretarissen de eed af in handen van de koning. Op 25 januari werd in het parlement het regeerakkoord voorgelezen, waarna de Kamer op 27 januari en de Senaat op 3 februari 1972 het vertrouwen gaven aan de regering.
1919 · 1920 · 1921 · 1923 · 1924 · 1925 · 1926 · 1927 · 1929 · 1931 · mei 1932 · okt. 1932 · dec. 1932 · jun. 1934 · nov. 1934 · 1935 · 1936 · 1937 · 1938 ·  feb. 1939 · apr. 1939 · 1940 · 1944 · 1945 · feb-mrt 1946 · jul-aug 1946 · 1947 · 1948 · 1949 · jun 1950 · aug 1950 · 1952 · 1954 · jun. 1958 · nov. 1958 · 1961 · 1965 · 1966 · 1968 · 1971/72  · 1972/73 · 1974 · 1977 · 1978 · 1978/79 · apr.-mei 1980 · okt. 1980 · apr. 1981 · nov.-dec. 1981 · 1985 · oktober 1987 · 1987/88 · 1991/92 · 1995 · 1999 · 2003 · 2007 · 2008 · 2010/11 · 2014 · 2019/20 · 2024/25